# Metal Gear Solid: Portable Ops
Metal Gear Solid: Portable Ops (яп. メタルギアソリッド ポータブルオプス Мэтару Гиа Сориддо По:табуру Опусу, сокр. MPO) — видеоигра в жанре стелс-экшен, созданная под руководством Масахиро Ямамото. Сценарий к игре был написан Гакуто Микумо, в качестве продюсера выступил Хидэо Кодзима. Portable Ops была разработана Kojima Productions и издана компанией Konami в 2006 году для приставки PlayStation Portable. Это третья игра серии для приставки PSP, её игровой процесс во многом основан на элементах экшена. Действие игры разворачиваются после событий Metal Gear Solid 3: Snake Eater.
История начинается в 1970 году в Южной Америке спустя 6 лет после событий Snake Eater. Сюжет повествует о приключениях Нейкед Снейка после того, как его бывший отряд FOX дезертировал. В игре показаны хроники возникновения FOXHOUND и «Патриотов», а также зарождение идеи формирования военного государства Outer Heaven.

## Игровой процесс
В отличие от PSP-игр Metal Gear Acid и Metal Gear Acid 2, которые выполнены в жанре пошаговой тактики с элементами скрытности, MPO является экшн-игрой с использованием 3D-камеры.
Главной особенностью MPO является командная система. Вместо однопользовательских миссий, как в предыдущих играх Metal Gear Solid, Снейк теперь работает в команде, состоящей из нескольких человек. Перед каждой миссией игрок должен сформировать отряд из четырёх бойцов. Каждый член отряда имеет свои преимущества и недостатки. Так одни солдаты прекрасно владеют оружием, другие могут специализироваться в использовании полезных предметов, медицине, работе с картой.
Во время прохождения игрок может управлять только одним членом своего отряда. Остальные члены отряда в это время не пользуются средствами маскировки; игрок может переключаться между бойцами в те моменты, когда его текущий персонаж найдёт себе укрытие.
Погибшие в бою солдаты удаляются из списка отряда, исключение составляют только «уникальные персонажи», к которым в частности относится главный герой. Кроме того, в качестве уникальных персонажей выступают боссы. Если уровень здоровья уникального персонажа упадёт до нуля, он помещается в госпиталь на лечение. Игрок имеет возможность в любой момент прервать выполнение миссии.
Игроку доступно множество методов, позволяющих пополнить свой отряд. Если вражеский солдат усыплён или оглушён, то его можно перетащить в транспорт, тем самым захватив. По прошествии определённого игрового времени захваченный солдат становится членом отряда Снейка. Также вражеского персонажа можно отнести к одному из ждущих союзников, а затем по радиопередатчику или напрямую приказать тому унести врага. При помощи доступа к системе Wi-Fi игрок может захватывать как обычных солдат, так и боссов. Для этой же цели служит и устройство GPS. Бывшие вражеские солдаты, ныне находящиеся под контролем игрока, могут оставаться незамеченными среди врагов до тех пор, пока игрок не произведёт подозрительных действий.
Ещё одно нововведение — индикатор окружения. По аналогии с радаром из предыдущих игр, он позволяет определить относительную близость вражеских солдат по шуму, который они издают. Индикатор состоит из двух кругов; внешний круг отражает уровень шума, издаваемого противниками, а внутренний круг — звуки, издаваемые игроком.
В игре также имеется многопользовательский режим через Wi-Fi, расширяющий возможности «Metal Gear Online» из игры Subsistence. Достижения в онлайн-режиме могут быть перенесены в режим однопользовательской кампании — игрок может нанять солдат из отряда побеждённых оппонентов. Подобные действия отражаются на результатах многопользовательской игры. В отличие от прошлых консольных игр серии, внутриигровые сцены работают не на движке игры, а представлены в виде анимированного комикса работы Эшли Вуд. Ранее такой стиль был использован в Metal Gear Solid: Digital Graphic Novel. Персонажи в игре были озвучены как актёрами, ранее работавшими над проектом Snake Eater, так и новыми. При этом число кат-сцен с озвучиванием сведено к минимуму, что связано с ограничением ёмкости приставки PSP.

## Сюжет

### Персонажи
- Нэйкед Снэйк — протагонист игры. Хотя он уже имеет титул «Биг Босс», он предпочитает, чтобы к нему обращались по его обычному прозвищу, так как считает, что пока ещё не превзошёл свою бывшую наставницу. Снэйк вынужден вступить в бой со своим бывшим отрядом FOX, члены которого спровоцировали восстание на базе в Южной Америке.

Озвучен: Акио Оцука, Дэвид Хейтер
- Рой Кэмпбелл — главный союзник Снэйка. Выживший член отряда зелёных беретов, посланного с разведывательным заданием[18].

Озвучен: Тосио Фурукава, Дэвид Агранов
- Джин — главный антагонист. Стал лидером отряда FOX после ухода Снэйка. Желает создать собственную военную нацию[19]. Является продуктом проекта «Наследник», целью которого было искусственное создание идеального командира[20].

Озвучен: Норио Вакамото, Стивен Блум
- Лейтенант Кённигхэм — эксперт в области допросов[21]. Он двойной агент, работающий на Пентагон; его заданием является опорочить репутацию ЦРУ[22].

Озвучен: Дайсукэ Гори, Ной Нельсон
- Нуль — убийца-подросток, прошедший тренировки и ставший идеальным солдатом. Когда-то, будучи ещё ребёнком, он встретил Снейка в Мозамбике (там он был известен под именем Фрэнк Егер)[23].

Озвучен: Дзюн Фукуяма, Ларк Спайс
- Питон — первый босс в игре. Бывший товарищ Снейка, считавшийся погибшим во время войны во Вьетнаме[24].

Озвучен: Юсаку Яра, Дуайт Шульц
- Элиза — девочка немецкого происхождения, приёмная дочь Джина. Она обладает мощными экстрасенсорными способностями (прекогниция, телепатия и телекинез), которые развились у неё под воздействием радиоактивных осадков во время Кыштымской аварии. Элиза страдает раздвоением личности; её вторую личность зовут Урсула, и она значительно сильнее Элизы в плане телепатических способностей. Как Урсула, она состоит в отряде FOX, а как Элиза, она медик, которая заботится о Налле и информирует Снейка. Когда Снейк впервые встречает её, она говорит, что Урсула — её сестра-близнец, но позднее правда раскрывается[1][25].

Озвучена: Саори Гото, Тара Стронг
- Гоуст — осведомитель, который выходит на контакт со Снейком, когда узнаёт о существовании нового прототипа Metal Gear.

Озвучен: Наоки Тацута, Брайан Каммингс
- Оцелот — бывший майор спецназа ГРУ, тайно помогающий Джину.

Озвучен: Такуми Ямадзаки, Джош Китон
- Майор Зеро — бывший командир Снейка. Был арестован Пентагоном по подозрению в государственной измене.

Озвучен: Бандзё Гинга, Джим Пиддок
- Пара-Медик — бывший член группы поддержки Снейка. Помогает ему и теперь.

Озвучена: Хоуко Кувасима, Хизер Холли
- Сигинт — бывший член группы поддержки Снейка, ныне работающий на DARPA. Помогает Снейку.

Озвучен: Кэндзи Фудзивара, Джеймс Мэтис
- Ева — шпион Народно-освободительной армии Китая, помогает Снейку во время задания. Присоединяется к отряду после завершения нескольких дополнительных миссий.

Озвучена: Миса Ватанабэ, Ванесса Маршалл
- Райков — майор ГРУ. Присоединяется к отряду Снейка после завершения дополнительной миссии.

Озвучен: Кэнъю Хориути, Чарли Шлеттер
- Сковронский — полковник Красной Армии, свергнутый Джином.

Озвучен: Тэцу Инада, Ник Джеймсон

### История
В 1970-м году, спустя 6 лет после событий Snake Eater, отряд FOX, ранее подчинявшийся Нейкед Снейку, разрывает отношения с ЦРУ и дезертирует. Снейк, ставший мишенью для своего бывшего отряда, подвергается нападению и попадает в плен. Игра начинается с того момента, когда Снейка пытает лейтенант Каннигэм, желающий узнать о местонахождении половины «Наследия Философов» (вторую половину уже заполучило правительство США). После допроса Снейка помещают в тюремную камеру рядом с Роем Кемпбеллом, единственным выжившим членом отряда зелёных беретов. От Роя Снейк узнаёт, что они сейчас находятся на полуострове Сан-Хиеронаймо, на месте заброшенного советского ракетного хранилища в Колумбии.
Им двоим удаётся сбежать, и Снейк отправляется в центр связи, где пытается связаться со своим бывшим командиром майором Зеро. Однако на связь выходят его старые знакомые — Пара-Медик и Сиджинт. От них Снейку становится известно, что он и Зеро были обвинены в измене и находятся в розыске, и теперь для Снейка единственный способ оправдаться — найти и обезвредить лидера восстания Джина. Ситуацию усугубляет то, что Джин переманил на свою сторону большинство русских солдат. Чтобы завершить миссию, Снейк должен убедить вражеских солдат присоединиться к его отряду.
Снейк и его товарищи уничтожают лидеров отряда FOX и в конце концов проникают в убежище Джина. По пути Снейк узнаёт многие вещи. Каннигэм, работающий на Пентагон, хотел, чтобы Снейк спровоцировал Джина на нанесение ядерного удара по России, что опорочило бы репутацию ЦРУ и продлило Холодную войну. Джин в самом начале игры узнал об этом плане от Оцелота. Он в свою очередь хотел нанести ядерный удар по Америке, чтобы уничтожить «Философов» и создать свою военную нацию, «Army’s Heaven». Снейк уничтожает усовершенствованную модель Metal Gear MIRV и побеждает Джина. После поражения Джин передаёт Снейку денежные средства, снаряжение, персонал и всю информацию, связанную с «Army’s Heaven». По завершении миссии Снейк награждается за свои заслуги и вскоре учреждает FOXHOUND. Тем временем Оцелот убивает Директора Центральной разведки и завладевает документами с информацией о личностях «Философов».
В эпилоге Оцелот разговаривает с неизвестным по телефону, они планируют использовать «Наследие» для собственных нужд. Оцелот соглашается присоединиться к новой организации «Патриотов» при условии, что Снейк/Биг Босс также вступит в неё.

## Версии и переиздания
Впервые игра была выпущена в Северной Америке 5 декабря 2006 года. Релиз игры в Японии состоялся двумя неделями позже, 21 декабря; в комплекте с ограниченным изданием поставлялись набор из трёх нагрудных значков и специальная упаковка для приставки PlayStation Portable.
Европейский релиз игры должен был состояться в апреле 2007 года, однако он был отложен на месяц. В Великобритании смогла выйти только 25 мая 2007 года, причиной задержки послужили проблемы с рейтингом BBFC. В европейскую версию игры были включены новые карты как для однопользовательской кампании, так и для многопользовательского режима, а также новый режим «Boss Rush». 1 ноября 2009 года игра была выпущена для сервиса PlayStation Network.

### Portable Ops Plus
17 июля 2007 года компания Konami анонсировала выход самостоятельного дополнения к оригинальной игре под названием Metal Gear Solid: Portable Ops Plus. В игру были включены новые персонажи (генные солдаты и солдаты Гурлюковича из игр MGS и MGS2 соответственно). Также были добавлены новые миссии, режим обучения, однопользовательский режим игры был назван «Infinity Mission» (рус. Вечная миссия).
В Японии игра Portable Ops Plus была выпущена 20 сентября 2007 года в двух изданиях: обычное издание и издание, включавшее в себя оригинальную игру и дополнение Portable Ops Plus. 13 ноября 2007 года игра вышла в Северной Америке, а 28 марта 2008 года — в Европе. Это единственная игра в серии Metal Gear Solid, получившая рейтинг Teen по классификации ESRB.
Игра содержит 4 уровня сложности: Easy, Medium, Hard и Extreme. Основной упор сделан на онлайн-игру в нескольких режимах.
С 2009 года игра доступна для скачивания на PlayStation Store.

## Музыка
Музыкальное сопровождение к игре было создано при участии Норихико Хибино, Такахиро Идзутани, Ёситаки Судзуки, Кадзумы Хинноути, Нобуко Тоды и Акихиро Хонды.
Завершающая музыкальная композиция «Calling To The Night» была создана Акихиро Хондой при содействии Норихико Хибино (вокал — Наташа Ферроу, текст — Нобуко Тода). Песня впоследствии вошла в игру Metal Gear Solid 4 как музыкальный трек для iPod, она также была включена в игру Super Smash Bros. Brawl в качестве одной из песен, проигранных на уровне «Shadow Moses Island». «Calling To The Night» появилась и в игре Metal Gear Solid: Peace Walker.
Саундтрек игры был выпущен в Японии 20 декабря 2006 года.

## Восприятие критикой
| Сводный рейтинг    | Сводный рейтинг |
| Агрегатор          | Оценка          |
| ------------------ | --------------- |
| GameRankings       | 86,95 %         |
| Иноязычные издания |                 |
| Издание            | Оценка          |
| 1UP.com            | A               |
| Eurogamer          | 9/10            |
| Game Informer      | 9/10            |
| GamePro            | 4/5             |
| GameSpot           | 9/10            |
| GameSpy            | 5/5             |
| GameZone           | 9/10            |
| IGN                | 9/10            |

| Сводный рейтинг | Сводный рейтинг |
| Агрегатор       | Оценка          |
| --------------- | --------------- |
| GameRankings    | 64,67 %         |

Игра Metal Gear Solid: Portable Ops была благоприятно воспринята критиками. На сайте GameRankings средний оценочный балл, основанный на 60 обзорах, составил 86,95 %. На IGN и GameSpot игре была поставлена оценка 9/10.